# Кабельно-шестовая рота
Отдельная кабельно-шестовая рота (сокр. окшр) формирование (воинская часть, отдельная рота) войск связи РККА, обеспечивавшее связью командование Красной Армии на уровне фронта или армии. Основной задачей кабельно-шестовых рот было создание и поддержание в рабочем состоянии временных воздушных кабельно-шестовых линий связи. Для этого использовались специальные шесты с изолятором, на которые крепились различные виды кабелей.

## История
В армии дореволюционной России существовали военно-телеграфные роты, в обязанности которых входило обеспечивать связь между главной квартирой, штабами армий, её корпусами, штабами корпусов и их дивизиями, а при необходимости и отдельными частями, находившимися в районе действия дивизии. Военно-телеграфные роты, располагавшиеся на территории Европейской части России и на Кавказе, состояли из двух шестовых и одного кабельного отделения. Роты, расположенные в азиатской части — из четырёх шестовых отделений. Кабельные отделения использовались для создания линий связи в районах, подверженных артиллерийскому огню, или в районах, где создание шестовой линии невозможно по географическим причинам, например в горах. Каждое отделение кроме телеграфного оборудования имело оборудование оптического телеграфа. Для дневного применялись зеркала диаметром 50 сантиметров, для ночного — оптические полевые аппараты Манжена с объективами диаметром 10 сантиметров и сигнальными приборами Г. М. Миклашевского.
В Великобритании каждый телеграфный батальон состоял из двух кабельных и восьми шестовых отделений. Шестовые отделения обеспечивались несколькими видами кабеля: 3 английские мили полевого кабеля, 2 мили аванпостного кабеля и 20 миль проволоки без изоляции.

## Применение
На основании опыта, полученного в приграничных конфликтах у озера Хасан, в районе реки Халхин-Гол, а также во время Зимней войны командование РККА решило в случае развёртывания фронтов и армий комплектовать их кроме отдельных полков связи, отдельных линейных батальонов связи, отдельных телеграфно-строительных, телеграфно-эксплуатационных ещё и кабельно-шестовыми ротами. Фронту придавалось три окшр, а армии одна. Задача отдельных кабельно-шестовых рот состояла в создании и поддержании кабельно-шестовых линий протяжённостью до 80 километров (в один провод). Для выполнения задач роты могли быть укомплектованы конной тягой или автомобилями. Кроме этого планировалось иметь в резерве фронта от трёх до пяти отдельных рот для поддержания связи в армиях на направлениях наступления частей РККА: для обеспечения связи с подвижными группами каждой армии планировалось придавать по одной окшр мобильным объединениям (авиационным, кавалерийским, механизированным корпусам). Всего на фронт планировалось иметь от шести до восьми отдельных кабельно-шестовых рот. Кроме созданий воздушных кабельно-шестовых трасс, кабельно-шестовые роты могли прокладывать кабельные трассы по поверхности земли или снега, заглублять в грунт или через дно водных преград. До 1944 года для обеспечения связи через реки использовали обычный кабель, который в воде был очень не долговечен. В 1944 году был разработан и стал поставляться в войска бронированный речной кабель. Во время Великой Отечественной войны широко использовался трофейный немецкий кабель.
В зимнее время особое внимание уделялось установке шестовых линий в замерзающий грунт и снег. Рекомендовалось избегать вмораживания шестов в землю, для чего практиковалась перестановка шестов. При обильных снегопадах и метелях рекомендовалось обкладывать шесты снегом для сохранения вертикального положения шестов.
Отдельная кабельно-шестовая рота должна была состоять из двух шестовых взводов и одного кабельного. Служащие роты обеспечивали установку шестов и поддерживали кабели в рабочем состоянии. Темпы прокладки шестовых линий составляли около трёх километров в час, а на устранение повреждений отводилось 25 минут на два километра линии. Состав и оснащение кабельно-шестовых рот определялось штатами военного времени № 014/934 и № 014/942.
По данным «Перечень № 22 Отдельных батальонов, дивизионов, рот, колонн и отрядов связи, входивших в состав действующей армии в годы Великой Отечественной войны 1941—1945 гг.» во время Великой Отечественной войны в действующей армии действовало 1663 отдельных кабельно-шестовых рот.

## Шесты кабельно-шестовой связи
Для наведения кабельно-шестовой линии в один провод могло использоваться несколько вариантов кабеля. Один из вариантов — медная отожжённая проволока диаметром 2,1 мм. Электрическое сопротивление проволоки составляло около 6 Ом на километр. Этот вид проволоки имел сопротивление на разрыв 65,5 кг, при весе одного километра проволоки 32,75 кг. Кабель наматывался на катушки общим весом 41 кг. Длина провода на катушке — 1300 метров. Кроме этого во время Великой Отечественной войны наиболее широко применялись кабели ПТГ-19 (полевой телеграфный, дальность связи до 40—55 км) и ПТФ-7 (полевой телефонный, дальность связи до 15-25 км).
Для создания воздушных кабельных линий использовались два вида шестов: обыкновенный и придорожный. Обыкновенный шест имел высоту 365 см и толщину 4 см. Шест изготавливался из сосны и нижний конец обтёсывался на конус. На нижний конец одевался железный башмак для втыкания шеста в грунт. Башмак фиксировался шурупами. На верхний конец обыкновенного шеста устанавливался керамический изолятор. Верхний конец укреплялся железным кольцом — бугелем. Придорожный шест — шест, использовавшийся для увеличения длины обыкновенного шеста и применявшийся для создания воздушных переходов через автомобильные или железные дороги. Толщина придорожного шеста 5 см, а высота 366 см. Нижняя часть шеста изготавливалась аналогично нижней части обыкновенного шеста. На верхней части шурупами крепилось двойное кольцо с винтовым зажимом. В 120 см ниже верхнего двойного кольца крепилось двойное кольцо с башмаком. Обыкновенный шест пропускался через верхнее двойное кольцо и упирался нижним концом в башмак среднего двойного кольца. Зажимным винтом верхнего кольца обыкновенный шест фиксировался и получался складной шест общей высотой 6 метров. Установленные по бокам дороги два складных шеста создавали кабельно-шестовой переход через дорогу.

## Известные отдельные кабельно-шестовые роты
- 801-я отдельная кабельно-шестовая ордена Красной Звезды рота — единственная часть уровня роты, вошедшая в число соединений и частей, награждённых орденами (орден Красной Звезды) за воинские заслуги во время Сталинградской битвы[11].